# ラプソディ作品1 (バルトーク)
ラプソディ 作品1 Sz26 BB36は、バルトーク・ベーラが作曲したピアノ曲。後年、作曲者によってピアノと管弦楽のための版も制作されている。カタログ番号として作品1、Sz26、また元となったカットなしのピアノ独奏版にはBB36a、ピアノと管弦楽のための版にはBB36bが与えられている。

## 概要
本作、ラプソディーは、バルトークが自身3度目となる作品目録の作成を決意した際の作品であるという意味でとりわけ重要である。この時から彼は新たな創作期へと入っていくことを決意し、ルーマニアやハンガリーの民謡の探索を自らの芸術家としてのキャリアの主軸として据えることになる。これはバルトーク自身の作曲様式の展開、並びに芸術家としての関心に新たな方向性をもたらすことになる重要な仕事となった。
本作は1904年に完成され、のちにコダーイ・ゾルターンの妻となるシャーンドル・エンマへと献呈された。楽曲の草稿は現存していない。ヴィルトゥオーゾ風のピアノ書法に「洗練されたテクスチュアと部分ごとの対比」が見られることはフランツ・リストの方法論と関連付けられている。拡大しつつあった中産階級に人気のジプシーの旋律が効果的に用いられている。
5回にわたる推敲と修正を施し、バルトークは1905年にピアノと管弦楽の版、また2台のピアノのための版を発表している。さらに1907年には同曲の4つ目の改訂版として、曲の長さがほぼ半分へと短縮された版も制作している。

## 演奏時間
約20分（オリジナル）

約12分（短縮版）

## 楽器編成
管弦楽とピアノの版の楽器編成。
ピッコロ、フルート2、オーボエ2、クラリネット2（B♭）、ファゴット2、ホルン4、トランペット2（B♭）、トロンボーン3、ティンパニ、タンブリン、シンバル、バスドラム、タムタム、弦五部。

## 楽曲構成
作品は単一楽章制となっている。評論家からは本作の緩い構成は2つの対照的な部分に分ける必要があると指摘されることが多いが、楽譜にそう明示されているわけではない。一部の評論家によると、バルトークは非常に洗練されて広い和音、そして長大かつ大規模に修飾されたスケールとアルペッジョによるリスト風の様式を用いているという。曲は14分を要するアダージョ・モルトに開始し、ポコ・アレグレットと示された2つ目の部分へと移る。
ごく静かに開始し（譜例1）、音域の広いアルペッジョと和音で奇想的に展開される。本項の譜例はピアノ独奏版を用いた。譜例1はピアノと管弦楽のための版ではアダージョ・モルトの速度表示となっている。
譜例1
譜例2のおどけた調子の楽想が現れ、ジプシー風の旋律を用いながら曲は次第に速度を上げる。なお、ピアノと管弦楽のための版では譜例2の速度表示はポコ・アレグレットとなっている。
譜例2
ジプシー風の楽想が発展してクライマックスを迎えると、3段譜で記譜されて譜例1が堂々と回帰し、最後は消え入るよう（perdendosi）に静かに幕を下ろす。

## 評価
バルトークが1905年にパリで開催されたアントン・ルビンシテイン国際音楽コンクールの作曲部門へのエントリー作として本作の提出を決意した際には、公には全く認められることがなかった。評論家は本作が彼の後年の作品へ至る第一歩であったと看做している。また作曲者が後年築き上げる作風はまだ希薄であるものの、本作が持つリスト風の性格も評論家から称賛を受けている。ロバート・カミングスは次のように述べている。「このラプソディは巧みに作られているが独創性には欠ける作品と評価されなければならない。また、曲の長さも正当であると言い切れない可能性がある。」